# Lista över potatisväxternas släkten
Detta är en lista över släkten i familjen potatisväxter, alfabetiskt ordnad efter de vetenskapliga namnen.

## A
| Vetenskapligt namn | Auktor  | Svenskt namn      | Källa |                   |
| ------------------ | ------- | ----------------- | ----- | ----------------- |
| Acnistus           | Schott  |                   | ITIS  |                   |
| Althenaea          |         |                   |       |                   |
| Bobbie             | Pasher  |                   | IPNI  |                   |
| Anthocercis        | Labill. |                   | IPNI  |                   |
| Anthotroche        | Endl.   |                   | IPNI  |                   |
| Archiphysalis      | Kuang   |                   | IPNI  |                   |
| Atropa             | L.      | belladonnasläktet | NRM   | Atropa belladonna |
| Atropanthe         | Pascher |                   | IPNI  |                   |

## B
| Vetenskapligt namn              | Auktor           | Svenskt namn         | Källa |                       |
| ------------------------------- | ---------------- | -------------------- | ----- | --------------------- |
| Benthamiella                    | Speg. ex Wettst. |                      | IPNI  |                       |
| Bouchetia                       | Dunal            |                      | ITIS  |                       |
| Brachistus                      | Miers            |                      | IPNI  |                       |
| Browallia                       | L.               | browalliasläktet     | NRM   | Browallia americana   |
| Brugmansia                      | Pers.            | änglatrumpetssläktet | NRM   | Brugmansia candida    |
| Brunfelsia                      | L.               | brunfelsiasläktet    | SKUD  | Brunfelsia pauciflora |
| Brunsfelsia → brunfelsiasläktet |                  |                      |       |                       |

## C
| Vetenskapligt namn    | Auktor        | Svenskt namn        | Källa |                     |
| --------------------- | ------------- | ------------------- | ----- | ------------------- |
| Calibrachoa           | Llave&Lex.    | småpetuniasläktet   | ITIS  | Calibrachoa         |
| Capsicum              | L.            | spanskpepparsläktet | NRM   | Capsicum frutescens |
| Cestrum               | L.            | nattjasminssläktet  | SKUD  | Cestrum elegans     |
| Chamaesaracha         | (Gray) Benth. |                     | ITIS  |                     |
| Combera               | Sandwith      |                     | IPNI  |                     |
| Crenidium             | Haegi         |                     | IPNI  |                     |
| Cuatresia             | Hunz.         |                     | IPNI  |                     |
| Cyphanthera           | Miers         |                     | IPNI  |                     |
| Cyphomandra → Solanum |               |                     |       |                     |

## D
| Vetenskapligt namn | Auktor  | Svenskt namn      | Källa |                      |
| ------------------ | ------- | ----------------- | ----- | -------------------- |
| Datura             | L.      | spikklubbesläktet | NRM   |                      |
| Deprea             | Raf.    |                   | IPNI  |                      |
| Discopodium        | Hochst. |                   | IPNI  |                      |
| Duboisia           | R.Br.   | duboisiasläktet   | SKUD  | Duboisia myoporoides |
| Dunalia            | Kunth   |                   | IPNI  |                      |
| Dyssochroma        | Miers   |                   | IPNI  |                      |

## E
| Vetenskapligt namn | Auktor | Svenskt namn | Källa |
| ------------------ | ------ | ------------ | ----- |
| Ectozma            | Miers  |              | IPNI  |
| Exodeconus         | Raf.   |              | IPNI  |

## F
| Vetenskapligt namn      | Auktor    | Svenskt namn   | Källa |                   |
| ----------------------- | --------- | -------------- | ----- | ----------------- |
| Fabiana                 | Ruiz&Pav. | fabianasläktet | SKUD  | Fabiana imbricata |
| Franciscea → Brunfelsia |           |                |       |                   |

## G
| Vetenskapligt namn | Auktor      | Svenskt namn | Källa |
| ------------------ | ----------- | ------------ | ----- |
| Goetzea            | Wydler      |              | ITIS  |
| Grabowskia         | Endl.       |              | IPNI  |
| Grammosolen        | Haegi       |              | IPNI  |
| Guincula           | overifierad |              | ITIS  |

## H
| Vetenskapligt namn | Auktor     | Svenskt namn    | Källa |                  |
| ------------------ | ---------- | --------------- | ----- | ---------------- |
| Hawkesiophyton     | Hunz.      |                 | IPNI  |                  |
| Heteranthia        | Nees&Mart. |                 | IPNI  |                  |
| Hunzikeria         | D'Arcy     |                 | ITIS  |                  |
| Hyoscyamus         | L.         | bolmörtssläktet | NRM   | Hyoscyamus niger |

## I
| Vetenskapligt namn | Auktor | Svenskt namn    | Källa |                      |
| ------------------ | ------ | --------------- | ----- | -------------------- |
| Iochroma           | Benth. | violbusksläktet | SKUD  | Iochroma fuchsioides |

## J
| Vetenskapligt namn | Auktor    | Svenskt namn      | Källa |
| ------------------ | --------- | ----------------- | ----- |
| Jaborosa           | Juss.     | jasminrevesläktet | SKUD  |
| Jaltomata          | Schlecht. | jaltomatssläktet  | ITIS  |
| Juanulloa          | Ruiz&Pav. |                   | SKUD  |

## L
| Vetenskapligt namn     | Auktor          | Svenskt namn     | Källa |                 |
| ---------------------- | --------------- | ---------------- | ----- | --------------- |
| Latua                  | Phil.           |                  | IPNI  |                 |
| Leptoglossis           | Benth.          |                  | ITIS  |                 |
| Leucophysalis          | Rydb.           |                  | ITIS  |                 |
| Lycianthes             | (Dunal) Hassler |                  | ITIS  |                 |
| Lycium                 | L.              | bocktörnesläktet | SKUD  | Lycium barbarum |
| Lycopersicon → Solanum |                 |                  |       |                 |

## M
| Vetenskapligt namn | Auktor    | Svenskt namn  | Källa |
| ------------------ | --------- | ------------- | ----- |
| Mandragora         | L.        | alrunesläktet | SKUD  |
| Margaranthus       | Schlecht. |               | ITIS  |
| Markea             | Rich.     |               | IPNI  |
| Melananthus        | Walp.     |               | IPNI  |
| Mellissia          | Hook.f.   |               | IPNI  |
| Merinthopodium     | Donn.Sm.  |               | IPNI  |
| Metternichia       | Mikan     |               | IPNI  |

## N
| Vetenskapligt namn | Auktor    | Svenskt namn        | Källa |
| ------------------ | --------- | ------------------- | ----- |
| Nectouxia          | Kunth     |                     | ITIS  |
| Nicandra           | Adans.    | ballongblomssläktet | NRM   |
| Nicotiana          | L.        | tobaksläktet        | NRM   |
| Nierembergia       | Ruiz&Pav. | nierembergiasläktet | SKUD  |
| Nolana             | L.f.      | cymbalblomssläktet  | NRM   |
| Nothocestrum       | Gray      |                     | ITIS  |

## O
| Vetenskapligt namn | Auktor  | Svenskt namn | Källa |
| ------------------ | ------- | ------------ | ----- |
| Oryctes            | S.Wats. |              | ITIS  |

## P
| Vetenskapligt namn | Auktor         | Svenskt namn       | Källa |
| ------------------ | -------------- | ------------------ | ----- |
| Pantacantha        | Speg.          |                    | IPNI  |
| Parabouchetia      | Baill.         |                    | IPNI  |
| Pauia              | Deb&R.M.Dutta  |                    | IPNI  |
| Petunia            | Juss.          | petuniasläktet     | NRM   |
| Phrodus            | Miers          |                    | IPNI  |
| Physalis           | L.             | lyktörtssläktet    | NRM   |
| Physochlaina       | G.Don          | vårbolmörtssläktet | NRM   |
| Plowmania          | Hunz.&R.Subils |                    | IPNI  |
| Protoschwenckia    | Solered.       |                    | IPNI  |
| Przewalskia        | Maxim.         |                    | IPNI  |

## Q
| Vetenskapligt namn | Auktor | Svenskt namn | Källa |
| ------------------ | ------ | ------------ | ----- |
| Quincula           | Raf.   |              | ITIS  |

## R
| Vetenskapligt namn | Auktor | Svenskt namn | Källa |
| ------------------ | ------ | ------------ | ----- |
| Rahowardiana       | D'Arcy |              | IPNI  |
| Reyesia            | Clos   |              | IPNI  |

## S
| Vetenskapligt namn | Auktor      | Svenskt namn           | Källa |
| ------------------ | ----------- | ---------------------- | ----- |
| Salpichroa         | Miers       |                        | SKUD  |
| Salpiglossis       | K.Koch      | trumpetblomssläktet    | ITIS  |
| Saracha            | Ruiz & Pav. |                        | ITIS  |
| Schizanthus        | Ruiz & Pav. | fjärilsblomstersläktet | NRM   |
| Schultesianthus    | Hunz.       |                        | IPNI  |
| Schwenckia         | L.          |                        | IPNI  |
| Sclerophylax       | Miers       |                        | IPNI  |
| Scopolia           | Jacq.       | dårörtssläktet         | NRM   |
| Sessea             | Ruiz & Pav. |                        | IPNI  |
| Sesseopsis         | Hass.       |                        | IPNI  |
| Solandra           | Sw.         | solandrasläktet        | SKUD  |
| Solanum            | L.          | potatissläktet         | SKUD  |
| Streptosolen       | Miers       |                        | SKUD  |
| Symonanthus        | Haegi       |                        | IPNI  |

## T
| Vetenskapligt namn | Auktor         | Svenskt namn | Källa |
| ------------------ | -------------- | ------------ | ----- |
| Trianaea           | Planch.&Linden |              | IPNI  |
| Triguera           | Cav.           |              | IPNI  |
| Tubocapsicum       | Makino         |              | IPNI  |

## V
| Vetenskapligt namn | Auktor | Svenskt namn | Källa |
| ------------------ | ------ | ------------ | ----- |
| Vassobia           | Rusby  |              | IPNI  |
| Vestia             | Willd. |              | IPNI  |

## W
| Vetenskapligt namn | Auktor | Svenskt namn | Källa |
| ------------------ | ------ | ------------ | ----- |
| Withania           | Pauquy |              | SKUD  |
| Witheringia        | Miers  |              | IPNI  |

## Auktorkällor
- IPNI - International Plant Names Index
- ITIS - Integrated Taxonomic Information System
- NRM - Naturhistoriska riksmuseets checklista
- SKUD - Svensk kulturväxtdatabas